# Hans Euler (Politiker, 1815)
Hans Euler (* 17. September 1815 in Gottsbüren im Landkreis Kassel; † 3. März 1887 ebenda)  war ein deutscher Bürgermeister und Mitglied der Kurhessischen Ständeversammlung.

## Leben
Hans Euler war in seinem Heimatort Bürgermeister und erhielt im Jahre 1852 in dieser Funktion ein Mandat für die Zweite Kammer der kurhessischen Ständeversammlung, gewählt im Wahlkreis Hofgeismar-Land.
Euler blieb bis 1854 Mitglied des Parlaments. 